# Bolero (ubiór)

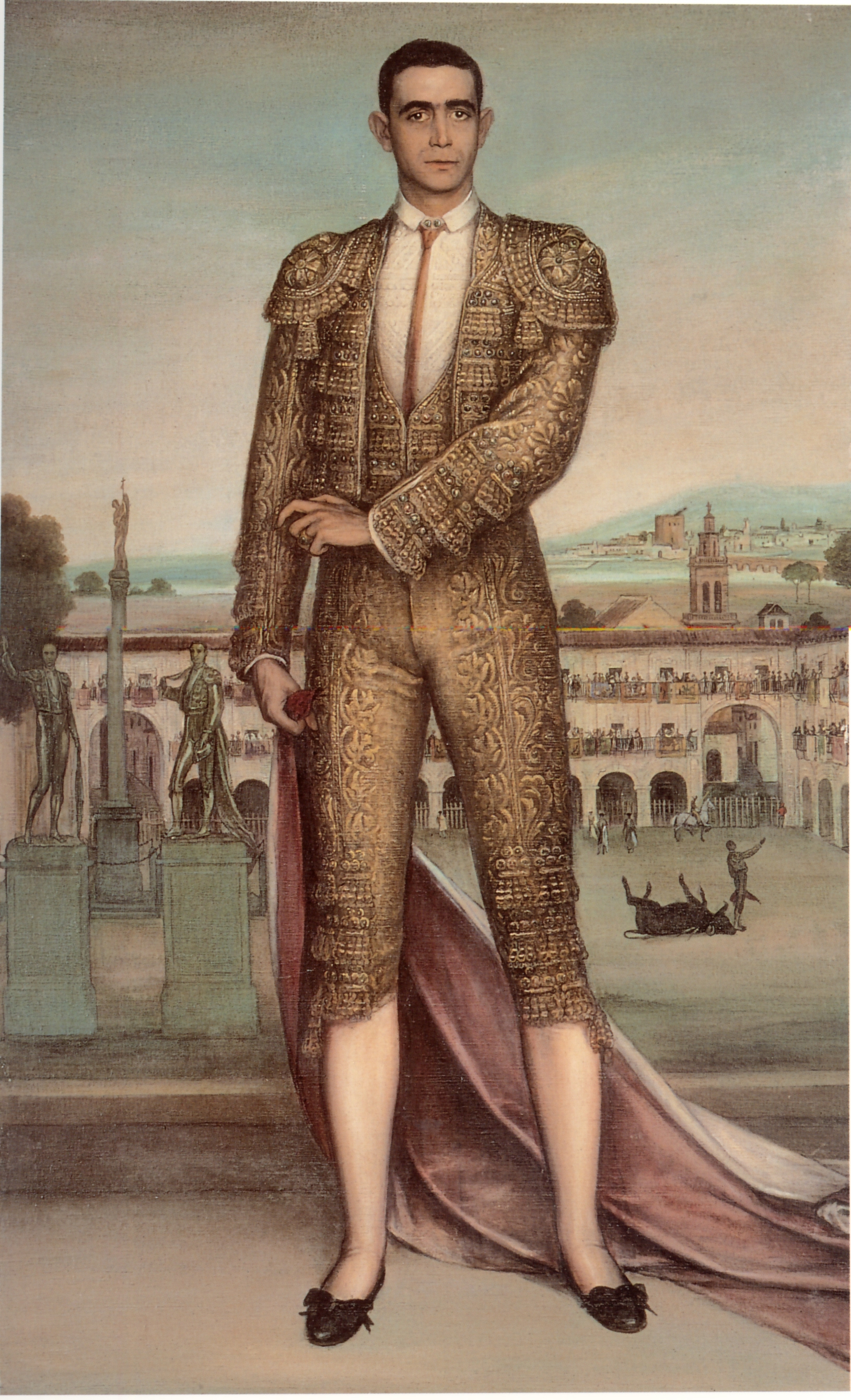
Hiszpańskie bolero

Bolero – różne części garderoby wzorowane na ubiorze hiszpańskim:
- krótka, męska kamizelka;
- krótka damska kamizelka, wzorowana na męskim ubiorze, bez kołnierza, często bez rękawów, noszona na sukniach od drugiej połowy XIX wieku
- męski kapelusz z podniesionymi brzegami, często z pomponem, popularny w XIX wieku

Bolerko
- krótka kamizelka z rękawami, sięgająca do połowy piersi, noszona na bluzce lub gorseciku, często ozdabiana np. koronkami;
- damski kapelusik z pomponami.